# Punct cardinal

Roza vânturilor
E est
ENE est-nord-est
ESE est-sud-est
N nord
NE nord-est
NNE nord-nord-est
NNV nord-nord-vest
NV nord-vest
S sud
SE sud-est
SSE sud-sud-est
SSV sud-sud-vest
SV sud-vest
V vest
VNV vest-nord-vest
VSV vest-sud-vest

În geografie, cele patru puncte cardinale sunt nord, est, sud și vest. De fapt este vorba de patru direcții, nord și sud, respectiv est și vest fiind opuse. Nordul și sudul sunt orientate către polii geografici respectivi. Estul și Vestul sunt definite de direcția de rotația pamantului.
Intersecția meridianului care trece prin verticala locului și polii pământului cu planul orizontului geometric se numește linia nord-sud. O dreaptă perpendiculară pe linia nord-sud se numește linia est-vest. 
Punctele de intersecție ale acestor linii cu orizontul se numesc puncte cardinale și reprezintă cel mai vechi sistem pentru indicarea direcției.
Orizontul are patru părți principale numite puncte cardinale.
- nord (N) sau miazănoapte - direcția opusă sudului.
- est (E) sau răsărit - direcția de unde răsare Soarele.
- sud (S) sau miazăzi - locul de pe orizont în dreptul căruia se află Soarele la amiază.
- vest (V) sau apus - direcția în care Soarele asfințește.

Pentru a se putea orienta, oamenii află poziția unui loc față de alt loc, folosind punctele cardinale și intercardinale.